# Eumenes I
Eumenes I (stgr.  Εὐμένης Αʹ, ur. ?, zm. 241 p.n.e.) - władca Pergamonu panujący od 263 p.n.e., z dynastii Attalidów, siostrzeniec Filetajrosa, stryj Attalosa I Sotera.
Eumenes objął władzę po stryju Filetajrosie. Wspierany przez władcę Egiptu Ptolemeusza II Filadelfosa, Eumenes stawił czoło Antiochowi I Soterowi, który postanowił położyć kres samodzielności Pergamonu. Wojna zakończyła się zwycięstwem Eumenesa w bitwie pod Sardes w 262 p.n.e. (lub 261 p.n.e.), co utwierdziło jego niezależność. Potwierdzają to monety Eumenesa, na których znajduje się jego podobizna, podczas gdy jego poprzednik ograniczał się jeszcze do neutralnego wizerunku bóstwa opiekuńczego Pergamonu - Ateny. Eumenes nie przyjął jednak tytułu królewskiego, uczynił to dopiero następny władca, adoptowany przez Eumenesa bratanek, Attalos I Soter.